# Franciszek Lismanin
Franciszek Lismanin (ur. 1504 w Korfu w Grecji, zm. w kwietniu 1566 w Królewcu w Prusach) – kaznodzieja, w latach 1538–1554 prowincjał zakonu franciszkanów, od roku 1545 komisarz generalny na Polskę, Litwę i Czechy, profesor teologii Uniwersytetu Krakowskiego, działacz reformacyjny.

## Życiorys
Do Polski przybył z Włoch prawdopodobnie w orszaku królowej Bony, której był spowiednikiem. W Krakowie wstąpił do zakonu franciszkanów. Studiował teologię i filologię na uniwersytetach w Krakowie i w Padwie. W latach 1538–1554 był prowincjałem zakonu franciszkanów, a od roku 1545 komisarzem generalnym na Polskę, Litwę i Czechy.
Był kaznodzieją. Wykładał teologię na Uniwersytecie Krakowskim. Od około roku 1545 należał do koła krakowskich humanistów spotykających się u Jana Trzecieskiego (stąd nazwa „koło Trzecieskiego”), którego był nieformalnym przywódcą. Do koła należeli: Andrzej Frycz Modrzewski, biskup Jakub Uchański, przywódca szlacheckiego stronnictwa reformacyjnego Hieronim Filipowski, drukarz Aleksy Rodecki oraz syn gospodarzy Andrzej. Byli to zwolennicy odnowy intelektualnej i polityczno-społecznej Polski oraz reformacji. W latach 1553–1555 przebywał w Genewie. W roku 1553 pod wpływem Jana Kalwina przyjął kalwinizm. W roku 1557 wrócił do Polski, gdzie został superintendentem Jednoty Małopolskiej Kościoła reformowanego. Zwalczał unitariańskie poglądy Franciszka Stankara. Od roku 1563 przebywał w Królewcu na dworze księcia Albrechta.